# Bubblegum (album)
Bubblegum è il settimo album solista di Mark Lanegan, pubblicato nel 2004 dalla Beggars Banquet.

## Tracce
1. When Your Number Isn't Up
2. Hit the City (feat. PJ Harvey)
3. Wedding Dress (feat. Wendy Rae Fowler)
4. Methamphetamine Blues (feat. Josh Homme)
5. One Hundred Days
6. Bombed (feat. Wendy Rae Fowler)
7. Strange Religion (feat. Izzy Stradlin e Duff McKagan)
8. Sideways in Reverse
9. Come To Me (feat. PJ Harvey)
10. Like Little Willie John
11. Can't Come Down
12. Morning Glory Wine
13. Head
14. Driving Death Valley Blues
15. Out of Nowhere